# Ptychadena hylaea
Espèce
Synonymes
- Rana mascareniensis hylaea Schmidt & Inger, 1959

Ptychadena hylaea est un amphibiens de la famille des Ptychadenidae.

## Répartition
Cette espèce est endémique du centre de l'Afrique. Elle se rencontre du mont Nimba en Guinée à l'Ouganda.

## Publication originale
- Schmidt & Inger, 1959 : Amphibians exclusive of the genera Afrixalus and Hyperolius. Exploration du Parc National de l'Upemba. Mission G.F. de Witte, en Collaboration avec W. Adam et al. (1946-1949), Bruxelles, vol. 56, p. 1-264.